# Мухобойка, которая боится захода Солнца
Мухобойка, которая боится захода Солнца — это короткометражный фильм, созданный студией Gaviol Movies в 2025 году. Премьера пока ещё неизвестная. Там мухобойка боится захода Солнца, но когда ест вымешленное растения Лёгонка, она не боится захода Солнца, и конец фильма.
Ссылка на трейлер:
1. ↑  My videos. Мухобойка, которая боится захода Солнца | Официальный трейлер (14 августа 2025). Дата обращения: 16 августа 2025.